# 別留什卡河
貝留什卡河（烏克蘭語：Берюшка）是烏克蘭東北部的河流，屬於克列文河的支流。該河發源自馬盧希內東北面，流經蘇梅州的科諾托普區，河道全長24公里。